# David di Donatello du meilleur décorateur
Le David di Donatello du meilleur décorateur (David di Donatello per il miglior scenografo) est une récompense cinématographique italienne décernée chaque année, depuis 1981 par l'Association David di Donatello (Ente David di Donatello), rattachée à l'Académie du cinéma italien (Accademia del Cinema Italiano), laquelle décerne
tous les autres Prix David di Donatello. Les David sont l'équivalent des César français et des Oscars américains.

## Palmarès
Note : L'année indiquée est celle de la cérémonie, récompensant les films sortis au cours de l'année précédente.

### Années 1980
- 1981  : Mario Garbuglia pour La Dame aux camélias (La storia vera della signora dalle camelie)
  - Andrea Crisanti pour Trois Frères (Tre fratelli)
  - Luigi Scaccianoce pour Fontamara
- 1982 : Lorenzo Baraldi pour Le Marquis s'amuse (Il marchese del Grillo)
  - Andrea Crisanti pour Borotalco
  - Dante Ferretti pour Conte de la folie ordinaire (Storie di ordinaria follia)
  - Lorenzo Baraldi pour Nu de femme (Nudo di donna)
- 1983 : Dante Ferretti pour La Nuit de Varennes (Il mondo nuovo)
  - Marco Ferreri pour L'Histoire de Piera (Storia di Piera)
  - Gianni Sbarra pour La Nuit de San Lorenzo (La notte di San Lorenzo)
- 1984 : Dante Ferretti pour Et vogue le navire… (E la nave va)
  - Luciano Ricceri pour Le Bal (Ballando ballando)
  - Elena Ricci Poccetto pour Mi manda Picone
- 1985 : Enrico Job pour Carmen
  - Francesco Bronzi pour Kaos
  - Enrico Fiorentini pour Uno scandalo perbene
- 1986 : Enrico Job pour Camorra (Un complicato intrigo di donne, vicoli e delitti)
  - Dante Ferretti pour Ginger et Fred (Ginger e Fred)
  - Luciano Ricceri pour Macaroni (Maccheroni)
- 1987 : Dante Ferretti pour Le Nom de la rose
  - Mario Chiari pour Via Montenapoleone
  - Luciano Ricceri pour La Famille (La famiglia)
- 1988 : Bruno Cesari, Osvaldo Desideri et Ferdinando Scarfiotti pour Le Dernier Empereur (L'ultimo imperatore)
  - Danilo Donati pour Intervista
  - Mario Garbuglia pour Les Yeux noirs (Oci ciornie)
- 1989 : Danilo Donati pour Francesco
  - Lucia Mirisola pour 'o Re
  - Ferdinando Scarfiotti pour Mamba

### Années 1990
- 1990 : Dante Ferretti pour La voce della luna
  - Giantito Burchiellaro pour Mio caro dottor Gräsler
  - Amedeo Fago et Franco Velchi pour Portes ouvertes (Porte aperte)
  - Mario Garbuglia pour L'avaro
  - Franco Velchi pour Il male oscuro
- 1991 : Paolo Biagetti et Luciano Ricceri pour Le Voyage du capitaine Fracasse (Il viaggio di Capitan Fracassa)
  - Gianni Sbarra pour Le Soleil même la nuit (Il sole anche di notte)
  - Andrea Crisanti pour Ils vont tous bien ! (Stanno tutti bene)
  - Lucia Mirisola et Paola Comencini pour Au nom du peuple souverain (In nome del popolo sovrano)
- 1992 : Carlo Simi pour Bix
  - Andrea Crisanti pour Les Enfants volés (Il ladro di bambini)
  - Ezio Frigerio pour Le Cercle des intimes (Blijniy kroug)
- 1993 : Gianni Sbarra pour Fiorile
  - Giancarlo Muselli pour Mort d'un mathématicien napolitain (Morte di un matematico napoletano)
  - Carlo Simi pour La valle di pietra
- 1994 : Antonello Geleng pour Dellamorte Dellamore
  - Giantito Burchiellaro pour Mémoire d'un sourire (Storia di una capinera)
  - Enrico Fiorentini pour Per amore, solo per amore
- 1995 : Andrea Crisanti pour Une pure formalité (Una pura formalità)
  - Giantito Burchiellaro pour Pereira prétend
  - Gianni Quaranta pour Farinelli
- 1996 : Francesco Bronzi pour Marchand de rêves (L'uomo delle stelle)
  - Enrico Job pour Ninfa plebea
  - Gianni Silvestri pour Beauté volée (Io ballo da sola)
- 1997 : Danilo Donati pour La Vie silencieuse de Marianna Ucria (Marianna Ucrìa)
  - Giancarlo Basili pour Nirvana
  - Giantito Burchiellaro pour Le Prince de Hombourg (Il principe di Homburg)
  - Andrea Crisanti pour La Trêve (La tregua)
  - Gianni Sbarra pour Les Affinités électives (Le affinità elettive)
- 1998 : Danilo Donati pour La vie est belle (La vita è bella)
  - Alberto Cottignoli et Stefano Tonelli pour Le Témoin du marié (Il testimone dello sposo)
  - Luciano Ricceri pour L'ultimo capodanno
- 1999 : Francesco Frigeri pour La Légende du pianiste sur l'océan (La leggenda del pianista sull'oceano)
  - Giancarlo Basili pour Mon frère (Così ridevano)
  - Enrico Job pour Ferdinando e Carolina

### Années 2000
- 2000 : Francesco Bronzi pour Canone inverso - Making Love
  - Marco Dentici pour La Nourrice (La balia)
  - Antonello Geleng e Marina Pinzuti pour Amor nello specchio
- 2001 : Luciano Ricceri pour Concurrence déloyale (Concorrenza sleale)
  - Giancarlo Basili pour La Chambre du fils (La stanza del figlio)
  - Francesco Frigeri pour Malèna
- 2002 : Luigi Marchione pour Le Métier des armes (Il mestiere delle armi)
  - Giancarlo Basili pour Paz!
  - Francesco Frigeri pour La Folie des hommes (Vajont - La diga del disonore)
- 2003 : Danilo Donati pour Pinocchio
  - Paolo Bonfini pour L'Étrange Monsieur Peppino (L'imbalsamatore)
  - Giantito Burchiellaro pour L'Âme en jeu (Prendimi l'anima)
  - Marco Dentici pour Le Sourire de ma mère (L'ora di religione)
  - Simona Migliotti pour Un cœur ailleurs (Il cuore altrove)
- 2004 : Luigi Marchione pour En chantant derrière les paravents (Cantando dietro i paraventi)
  - Paola Bizzarri pour Agata e la tempesta
  - Franco Ceraolo pour Nos meilleures années (La meglio gioventù)
  - Marco Dentici pour Che ne sarà di noi
  - Francesco Frigeri pour À corps perdus (Non ti muovere)
- 2005 : Andrea Crisanti pour Une romance italienne (Cuore sacro)
  - Giancarlo Basili pour Une romance italienne (L'amore ritrovato)
  - Francesca Bocca pour Dopo mezzanotte
  - Marco Dentici pour La vita che vorrei
  - Beatrice Scarpato pour Il resto di niente
- 2006 : Paola Comencini pour Romanzo criminale
  - Giancarlo Basili pour Le Caïman (Il caimano)
  - Andrea Crisanti pour Arrivederci amore, ciao
  - Carlo De Marino pour Fuoco su di me
  - Maurizio Marchitelli pour Il mio miglior nemico
- 2007 : Carlos Conti pour Golden Door (Nuovomondo)
  - Francesco Frigeri pour Napoléon (et moi) (N - Io e Napoleone)
  - Tonino Zera pour L'Inconnue (La sconosciuta)
  - Giuseppe Pirrotta pour Centochiodi
  - Andrea Crisanti pour Le Mas des alouettes (La masseria delle allodole)
- 2008 : Francesco Frigeri pour I Vicerè
  - Paola Bizzarri pour Giorni e nuvole
  - Giada Calabria pour Caos calmo
  - Alessandra Mura pour La Fille du lac (La ragazza del lago)
  - Tonino Zera pour Hotel Meina
- 2009 : Francesco Frigeri pour I demoni di San Pietroburgo
  - Giancarlo Basili pour Une histoire italienne (Sanguepazzo)
  - Paolo Bonfini pour Gomorra
  - Giantito Burchiellaro pour Caravaggio
  - Lino Fiorito pour Il divo

### Années 2010
- 2010 : Marco Dentici pour Vincere
  - Giancarlo Basili pour L'Homme qui viendra (L'uomo che verrà)
  - Andrea Crisanti pour Le Premier qui l'a dit (Mine vaganti)
  - Maurizio Sabatini pour Baarìa
  - Tonino Zera pour La prima cosa bella
- 2011 : Emita Frigato pour Frères d'Italie (Noi credevamo)
  - Francesco Frigeri pour Amici miei - Come tutto ebbe inizio
  - Paola Comencini pour Benvenuti al Sud
  - Paki Meduri pour Into Paradiso
  - Tonino Zera pour L'Ange du mal (Vallanzasca - Gli angeli del male)
- 2012 : Paola Bizzarri pour Habemus papam
  - Francesco Frigeri pour L'industriale
  - Andrea Crisanti pour Magnifica presenza
  - Giancarlo Basili pour Piazza Fontana (Romanzo di una strage)
  - Stefania Cella pour This Must Be the Place
- 2013 : Maurizio Sabatini et Raffaella Giovannetti pour The Best Offer (La migliore offerta)
  - Paolo Bonfini pour Reality
  - Marco Dentici pour Mon père va me tuer (È stato il figlio)
  - Marta Maffucci pour Diaz : un crime d'État (Diaz - Don't Clean Up This Blood)
  - Rita Rabassini pour Le Clan des gangsters (Educazione siberiana)
- 2014 : Stefania Cella pour La grande bellezza
  - Giancarlo Basili pour Ton absence (Anni felici)
  - Marco Dentici pour Salvo
  - Marta Maffucci pour Allacciate le cinture
  - Mauro Radaelli pour Les Opportunistes (Il capitale umano)
- 2015 : Giancarlo Muselli pour Leopardi : Il giovane favoloso (Il giovane favoloso)
  - Luca Servino pour Les Âmes noires (Anime nere)
  - Emita Frigato pour Contes italiens (Maraviglioso Boccaccio)
  - Paki Meduri pour Noi e la Giulia
  - Giuseppe Pirrotta pour Torneranno i prati
- 2016 : Dimitri Capuani et Alessia Anfuso pour Tale of Tales (Il racconto dei racconti)
  - Maurizio Sabatini pour La corrispondenza
  - Massimiliano Sturiale pour On l'appelle Jeeg Robot (Lo chiamavano Jeeg Robot)
  - Giada Calabria pour Mauvaise Graine (Non essere cattivo)
  - Paki Meduri pour Suburra[1]
  - Ludovica Ferrario pour Youth
- 2017 : Tonino Zera pour Folles de joie (La pazza gioia)
  - Marcello Di Carlo pour Bienvenue en Sicile (In guerra per amore)
  - Carmine Guarino pour Indivisibili
  - Marco Dentici pour Fais de beaux rêves (Fai bei sogni)
  - Livia Borgognoni pour La stoffa dei sogni
- 2018 : Deniz Gokturk Kobanbay et Ivana Gargiulo pour Napoli velata
  - Noemi Marchica pour Ammore e malavita
  - Maurizio Sabatini pour Affreux et Méchants (Brutti e cattivi)
  - Tonino Zera pour La Fille dans le brouillard (La ragazza nella nebbia)
  - Giancarlo Basili pour La tenerezza
  - Luca Servino pour Riccardo va all'inferno
- 2019 : Dimitri Capuani pour Dogman
  - Giancarlo Muselli pour Capri-Revolution
  - Samuel Deshors pour Call Me by Your Name
  - Emita Frigato pour Heureux comme Lazzaro (Lazzaro felice)
  - Stefania Cella pour Silvio et les Autres (Loro)

### Années 2020
- 2020 : Dimitri Capuani pour Pinocchio
  - Nello Giorgetti pour 5 est le numéro parfait (5 è il numero perfetto)
  - Tonino Zera pour Romulus et Rémus (Il primo re)
  - Andrea Castorina pour Le Traître (Il traditore)
  - Inbal Weinberg pour Suspiria
- 2021 : Paola Zamagni, Ludovica Ferrario et Alessandra Mura pour Je voulais me cacher (Volevo Nascondermi)
  - Paolo Bonfini, Paola Peraro, Emita Frigato et Erika Aversa pour Storia di vacanze (Favolacce)
  - Giancarlo Basili et Andrea Castorina pour Hammamet
  - Tonino Zera et Maria Grazia Schirripa pour L'Incroyable Histoire de l'Île de la Rose (L'incredibile storia dell'Isola delle Rose)
  - Alessandro Vannucci, Igor Gabriel et Fiorella Cicolini pour Miss Marx
- 2022 : Massimiliano Sturiale et Ilaria Fallacara pour Freaks Out
  - Luca Servino et Susanna Abenavoli pour Ariaferma
  - Noemi Marchica et Maria Michela De Domenico pour Diabolik
  - Carmine Guarino et Iole Autero pour La Main de Dieu (È stata la mano di Dio)
  - Giancarlo Muselli, Carlo Rescigno, Laura Casalini et Francesco Fonda pour Qui rido io

- 2023 : Giada Calabria et Loredana Raffi pour La stranezza
  - Andrea Castorina, Marco Martucci et Laura Casalini pour Esterno notte
  - Marta Maffucci et Carolina Ferrara pour Il signore delle formiche
  - Tonino Zera, Maria Grazia Schirippa et Marco Bagnoli pour Caravage (L'ombra di Caravaggio)
  - Massimiliano Nocente et Marcella Galeone pour Les Huit Montagnes (Le otto montagne)

- 2024 : Andrea Castorina et Valeria Vecellio pour L'Enlèvement (Rapito)
  - Paola Comencini et Fiorella Cicolini pour Il reste encore demain (C'è ancora domani)
  - Carmine Guarino et Iole Autero pour Comandante
  - Dimitri Capuani et Roberta Troncarelli pour Moi, capitaine (Io capitano)
  - Emita Frigato et Rachele Meliadò pour La Chimère (La chimera)